# Gdy smok śpi
Gdy smok śpi – powieść fantasy autorstwa Craiga Shaw Gardnera. W Polska wydana w 2001 roku, przetłumaczona przez Dariusza Kopocińskiego. Książka jest I tomem serii.
Książka opowiada o losach mieszkańców małego amerykańskiego miasteczka, przeniesionego do krainy magii. W krainie tej czas biegnie szybciej, wskutek czego bohaterowie książki spotykają ludzi urodzonych kilkadziesiąt lat wcześniej. Co pewien czas w krainie budzi się Smok, by spalić ją i zniszczyć wszystko, co do niej trafiło. Innym ważnym elementem powieści jest siedem kamieni dających magiczną moc. Kamienie te chcą zebrać dwaj bracia, niepodważalnie najpotężniejsi ludzie w krainie – Obar i Nunn. Tylko z ich pomocą można przeciwstawić się Smokowi.